# Егоров (Ростовская область)
Его́ров — хутор в Волгодонском районе Ростовской области.
Входит в состав Потаповского сельского поселения.

## Население
| 1989 | 2002 | 2010 |
| ---- | ---- | ---- |
| 36   | ↗37  | ↘24  |

## Улицы
На хуторе имеется одна улица: Заречная.

## Известные уроженцы
- Троценко, Ефим Григорьевич (1901—1972) — советский военачальник, генерал-полковник.